# Soeurs de Saint-Gildas-des-Bois
Soeurs de Saint-Gildas-des-Bois, fullständigt namn Soeurs de l'Instruction Chrétienne de Saint-Gildas-des-Bois, ibland kallad Les soeurs de l'Instruction Chrétienne, är en katolsk missionerande kongregation för nunnor, uppkallad efter sankt Gildas, som varit aktiv från omkring 1820-talet.
Kongregationen grundades i Beignon, Frankrike, av prästen Gabriel Deshayes och Michelle Guillaume, till en början (1807) i syfte att undervisa traktens flickor i katekesen. De övertog år 1827 en klosterbyggnad i Loire-Atlantique som uppförts på 1000-talet till Gildas av benediktinorden men som blivit övergiven efter franska revolutionen. Nunnorna började flytta in 1828. År 1900 drev kongregationen 159 skolor och flera sjukhus. Superiorn har sitt säte i Nantes.
Förutom klosterlöftena om kyskhet, fattigdom och lydnad, har systrarna en utåtriktad verksamhet, med skolor, äldreomsorg, och tar emot människor för rekreation.
Kongregationen finns i Frankrike, England, Irland, Burkina Faso, Ghana och Mexiko.